# Ла Хунта
Ла Хунта (на английски: La Junta) е град в Колорадо, Съединени американски щати, административен център на окръг Отеро. Разположен е на река Арканзас. Населението му е 6898 души (по приблизителна оценка от 2017 г.).
В Ла Хунта е роден писателят Кен Киси (1935 – 2001).